# オーストラリア・グループ

参加国

オーストラリア・グループ（Australia Group、AG）は、1984年のイラクによる化学兵器使用を受けて、1985年に設立された国際輸出管理レジーム（MECR）であり、各国の非公式なグループ（現在は欧州委員会が参加）である。化学兵器や生物兵器の拡散に寄与しないように管理すべき輸出を加盟国が特定できるように支援するためのものである。

## 概要
当初は15か国で構成された同グループは、1985年6月にベルギーのブリュッセルで最初の会議を開催した。2018年1月19日にインドが参加し、現在はオーストラリア、欧州委員会、EU全27か国、イギリス、アメリカ合衆国、カナダ、インド、ウクライナ、アルゼンチンを含む43カ国が加盟している。名前の由来は、オーストラリアが主導して本グループを作ったことに由来する。事務局はオーストラリアが運営している。
このグループの初期メンバーは、原料となる化学物質のどれを輸出管理の対象とすべきか、異なる評価をしていた。その後の支持者は、当初はそのような管理を行っていなかった。今日では、グループのメンバーは、化学兵器禁止条約で輸出が禁止されていないが、化学兵器の製造に使用できるものを含む、87種類の化合物の統一リストの輸出管理を維持している。さらに、オーストラリア・グループは、ライセンスと輸出管理の標準化を拡大し、化学兵器や管理された部品の製造に関連する技術を対象としている。
2002年、同グループは輸出管理を強化するために2つの重要な措置を講じた。第一は「抜け駆け禁止」の要件である。グループの他の加盟国によってすでに輸出が拒否されている仕向国に対して、輸出を検討している加盟国は承認前に、その加盟国と協議しなければならないとした。第二は「キャッチオール」の条件である。グループの管理リストに含まれているかどうかにかかわらず、化学兵器や生物兵器プログラムで輸入者が使用する可能性のあるすべての輸出を停止することを加盟国に要求している。加盟国を代表する代表団は毎年、フランスのパリで会合を開く。

## メンバー

### 委員会
欧州委員会

### 紛争国
キプロス
 大韓民国